# Кућа 2: Друга прича
Кућа 2: Друга прича (енгл. House II: The Second Story) је америчкa хорор-комедија из 1987. године режисера и сценаристе Итана Вајлија, са Аријем Гросом, Џонатаном Старком, Роајалом Дејном, Лар Парк-Линколн и Џоном Раценбергером у главним улогама. Представља директан наставак филма Кућа из 1986, мада се радња и ликови не надовезују на догађаје из претходног филма.
Филм је у америчке биоскопе премијерно реализован 28. августа 1987. Добио је углавном негативне оцене филмских критичара и осетно је боље прихваћен од стране публике, најуочљивија разлика између оцена које су му доделили критичари и публика је видљива на сајту Ротен Томејтоуз где од стране публике има проценат од 42%, док је од стране критичара добио врло ниских 8%.
Укупна зарада од филма се процењује на 10 милиона $, што је далеко мања цифра од оне коју је зарадио претходни филм, али опет довољно велика да га учини финансијски успешним пројектом у поређењу са продукцијским буџетом који је износио око 3 милиона $. 2 године касније добио је наставак под насловом Кућа 3: Хорор шоу.

## Радња
Младић по имену Џеси Маклохлин, заједно са својом девојком Кејт, се након много година усељава у стару породичну вилу која припада његовој породици већ генерацијама. Убрзо им се придружује Џесијев пријатељ Чарли који са собом доводи девојку по имену Јана, певачицу, у нади да ће Кејт, која је запослена у издавачкој кући, препознати њен таленат.
Недуго затим, пошто су се сви уселили Џеси разгледајући старе ствари у подруму, проналази слику свог чукундеде (по којем је и добио име) како стоји испред астечког храма и у рукама држи кристалну лобању, на којој се у очима налазе сафири. У позадини слике се јасно види још један човек, за којег Џеси сазнаје да се зове Слим Рејзер и да је био партнер његовог чукундеде, али и да су се посвађали и постали непријатељи због неслагања коме би требало да припадне лобања. Након што га Чарли затекне у подруму како гледа у слику, Џеси исприча Чарлију све што је сазнао, па и то да се кристална лобања која се налази на корицама старе књиге и она коју његов чукундеда држи у рукама разликују по томе што ону коју он држи има драгуље на себи док друга нема. Након што Џеси прочита Чарлију из књиге да према легенди постоји друга лобања која поседује невероватне моћи, захваљујући којима би се могле откључати мистерије универзума, и која би власнику могла донети вечни живот, њих двојица схватају да је она лобања коју је давно нашао Џесијев чукундеда управо та. Након што сазнају где је сахрањен Џесијев чукундеда, а и да се према астечким обичајима мртви сахрањују тако што се окруже оружјем и драгуљима који им припадају, упуте са да ископају гроб Џесијевог чукундеде јер би та лобања потенцијално могла да вреди милионе...

## Улоге
| Глумац           | Улога          |
| ---------------- | -------------- |
| Ари Грос         | Џеси Маклохлин |
| Џонатан Старк    | Чарли          |
| Роајал Дејно     | Дека           |
| Лар Парк-Линколн | Кејт           |
| Џон Раценбергер  | Бил Таунер     |
| Бил Мар          | Џон            |
| Ејми Јасбек      | Јана           |
| Џејн Модеан      | Рошел          |
| Грегори Волкот   | Шериф          |